# Марема
Марема (порт. Marema)  —  муниципалитет в Бразилии, входит в штат Санта-Катарина. Составная часть мезорегиона Запад штата Санта-Катарина. Входит в экономико-статистический  микрорегион Шаншере. Население составляет 2386 человек на 2006 год. Занимает площадь 103,616 км². Плотность населения — 23,0 чел./км².

## История
Город основан 1 июня 1989 года.

## Статистика
- Валовой внутренний продукт на 2003 составляет 38.054.393,00 реалов (данные: Бразильский институт географии и статистики).
- Валовой внутренний продукт на душу населения на 2003 составляет 15.173,20 реалов (данные: Бразильский институт географии и статистики).
- Индекс развития человеческого потенциала на 2000 составляет 0,795 (данные: Программа развития ООН).